# Скайсчай
Скайсчай (лит. Skaisčiai) — деревня в Калварийском самоуправлении Мариямпольского уезда Литвы. Входит в состав Любавасского староства.

## География
Деревня расположена на юго-западе Литвы, в пределах Судувской возвышенности, к северу от реки Шешупе, вблизи государственной границы с Польшей, на расстоянии приблизительно 25 километров к юго-западу от города Мариямполе, административного центра уезда. Абсолютная высота — 135 метров над уровнем моря.
Ближайшие населённые пункты — Любавас, Мантримай, Скайстеляй, Папилякальняй, Грандай.

## История
В 1827 году в Скайце (Скайсце) имелось 18 домов и проживал 127 человек.
В 1888 году в населённом пункте проживало 55 человек. В этнической структуре населения большинство составляли поляки (51 человек), остальные — литовцы. В административном отношении фольварк Скайсце входил в состав гмины Любово Кальварийского уезда Сувалкской губернии.

## Население
По данным официальной переписи 2011 года численность населения Скайсчая составляла 16 человек (6 мужчин и 10 женщин).